# Gabons flagga
Gabons flagga antogs av Gabon den 9 augusti 1960 och har tre horisontella band. Det övre är grönt och symboliserar skogen, det i mitten är gult och symboliserar solen och det nedre är blått och symboliserar Atlanten. Gabons första flagga infördes 1959 och hade liksom den nuvarande tre horisontella band i grönt, gult och blått. Däremot var banden olika breda, och det inre övre hörnet fanns den franska trikoloren. De nuvarande flaggan antogs i samband med självständigheten 1960. Proportionerna är 3:4. Färgerna grönt, gult och blått återfinns också i vapnet.